# Harleston (Norfolk)
Harleston è un paese di 4 058 abitanti della contea del Norfolk, in Inghilterra.